# Kateřina Zohnová
Kateřina Zohnová (* 7. listopadu 1984 Kraslice) je česká basketbalistka hrající na pozici křídla nebo rozehrávačky, několikanásobná bronzová medailistka české basketbalové ligy s týmem BK Loko Trutnov. Od mládežnických kategorií je členkou české reprezentace.

## Sportovní kariéra
V roce 2009 získala s klubem Gorzów Wielkopolski druhé místo v polské lize a v anketě fanoušků byla zvolena Miss ligy. Zúčastnila se Mistrovství Evropy 2009, které se konalo v Lotyšsku.
V sezóně 2009/2010 se s družstvem Wisła Can-Pack Kraków probojovala mezi čtyři nejlepší účastníky euroligy Final Four. Na svých premiérových Letních olympijských hrách 2012 v Londýně byla členkou českého týmu, který se jako jediný kolektivní zástupce země kvalifikoval na olympijský turnaj.
V sezóně 2011/12 nastupovala za francouzský prvoligový klub USO Mondeville a od podzimu 2012 by měla přestoupit do italské nejvyšší soutěže.

## Soukromý život
Po absolvování 1. Českého gymnázia v Karlových Varech pokračovala k roku 2012 dálkovým vysokoškolským studiem na Fakultě ekonomicko-správní Univerzity Pardubice.
Měří 179 centimetrů, k roku 2012 hrála v reprezentaci s číslem 7.

## Přehled klubů
- BK Tatran Kraslice
- Lokomotiva Karlovy Vary
- 2005–2008: BK Kara Trutnov
- 2008–2009: KSSSE AZS PWSZ Gorzów Wielkopolski (Polsko)
- 2009–2010: Wisła Can-Pack Kraków (Polsko)
- 2010–2011: Sony Athinaikos (Řecko)
- 2011: Maccabi Bnot Ashdod (Izrael)
- 2011–2012: USO Mondeville (Francie)
- 2012–2013: Umbertide (Itálie)
- 2013–2014: Cavigal Nice (Francie)
- 2014–2015: Saint-Amand (Francie)
- 2017–2018: Piešťanské Čajky (Slovensko)
- 2018–2020: Žabiny Brno
- 2020–2022: KP TANY Brno
- 2022–2023: Rize Belediyesi (Turecko)